# Programme intégré du Rhin

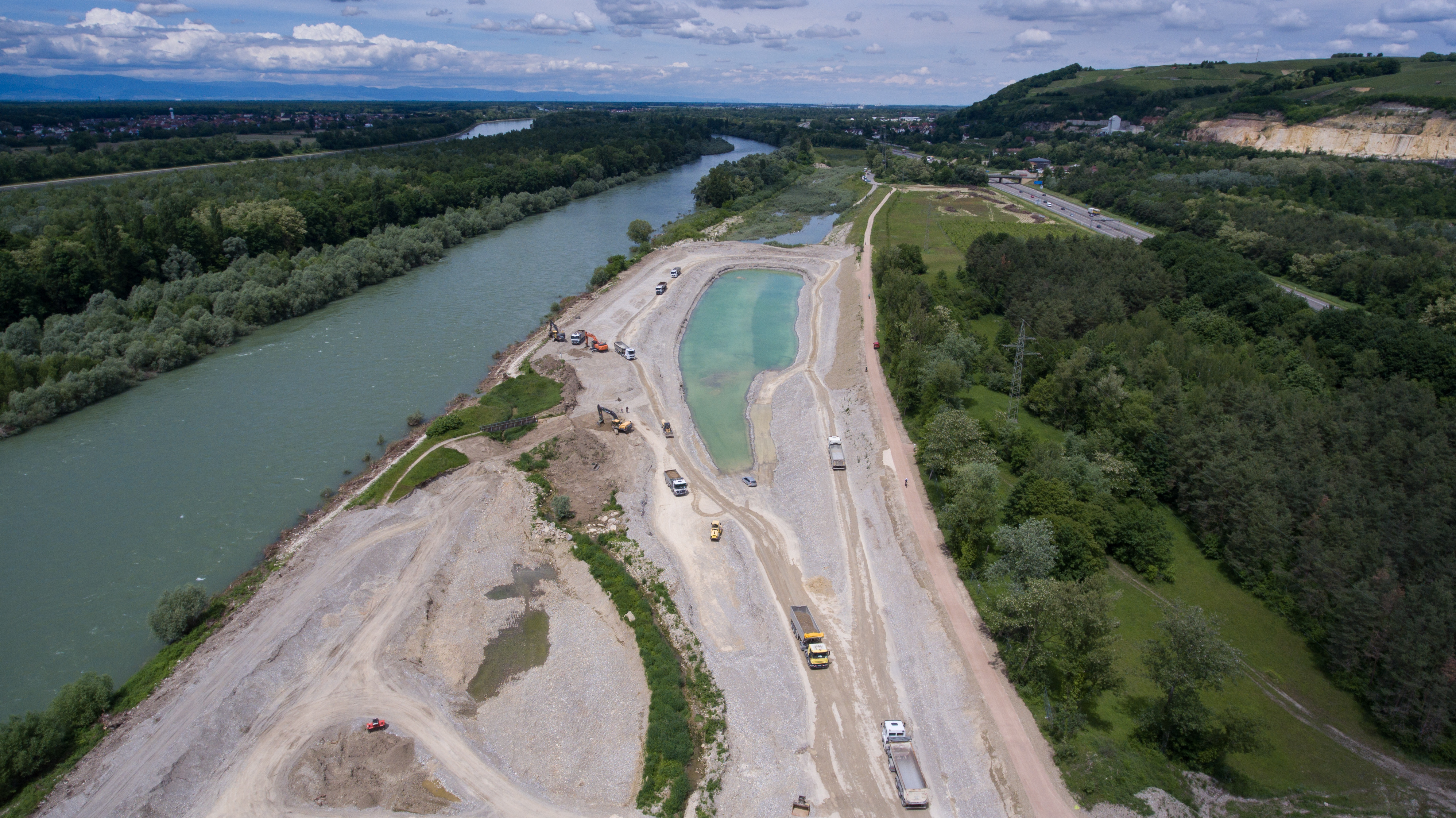
Vue aérienne de l'excavation Espace de rétention de Weil-Breisach sur le Vieux-Rhin.

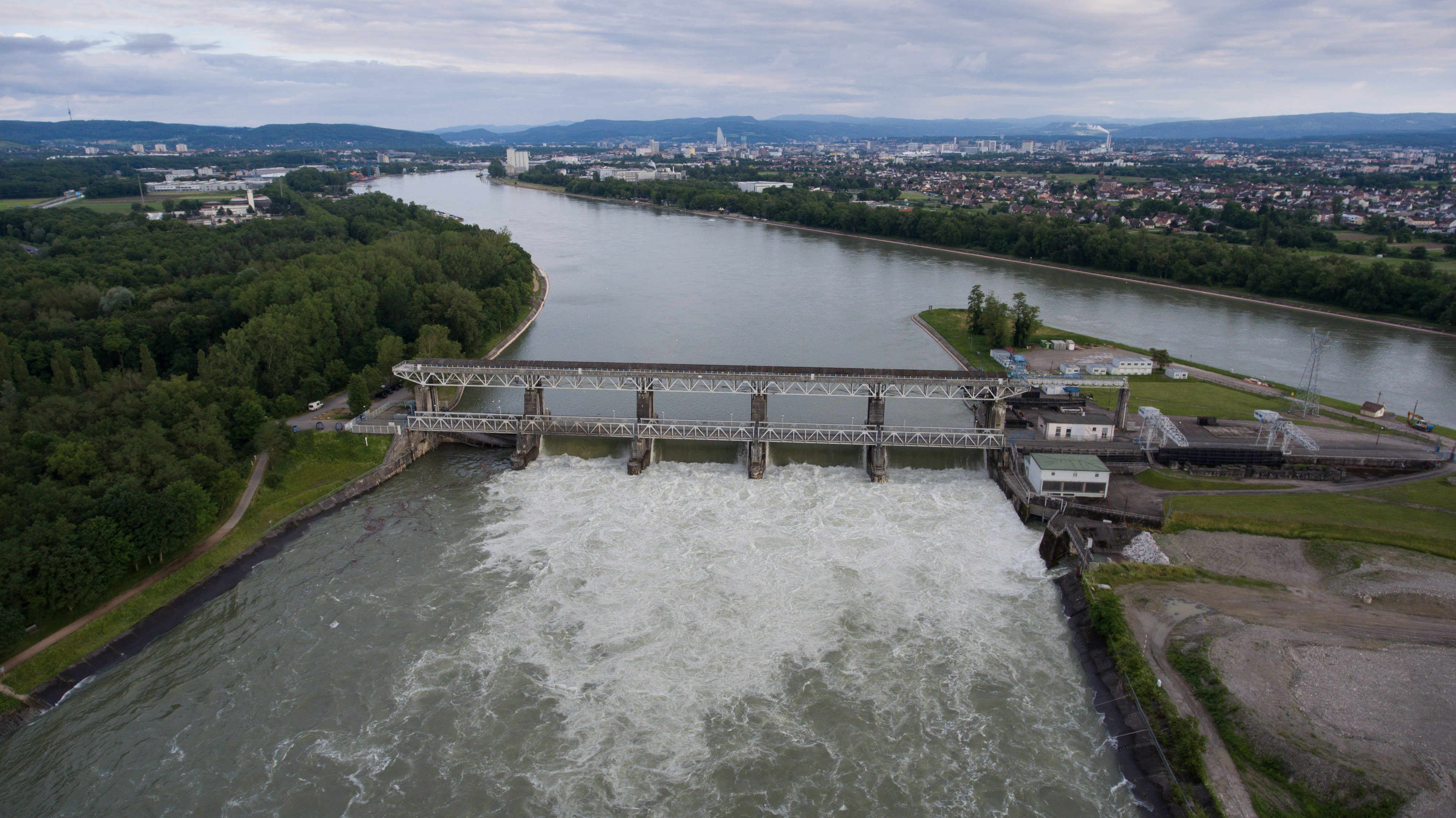
Canal latéral du Rhin (à droite). En arrière-plan Bâle.

Le programme intégré du Rhin (PIR) est un projet national allemand de prévention des inondations de grande envergure, initié en 1982 par le Bade-Wurtemberg, le long du Rhin supérieur. Il a pour objectif de réduire les ondes de crue du Rhin, notamment pour les villes situées en aval du barrage hydroélectrique d'Iffezheim, telles que Mannheim où Ludwigshafen, et de supprimer leurs pics.  La rétention des eaux des ondes de crue du Rhin doit permettre d'éviter que les crues d'autres affluents tels que le Neckar ne se rencontrent pas simultanément.
En outre, le PIR s'accompagne d'une plus-value écologique des surfaces concernées : construction de polders, recul de digues et mise en place d'espaces de rétention, par exemple par abaissement de digues. Ces aménagements doivent permettre de rétablir la végétation des forêts alluviales à bois tendre (de) et des à bois dur (de) qui prévalaient autrefois dans le lit majeur du fleuve.

## Importance
Le Rhin supérieur joue un rôle clé dans la prévention des inondations dans le Rhin moyen et le Rhin inférieur : à cause de l'aménagement du Rhin, par exemple jusqu'à Iffezheim, les crues provenant des Alpes s'écoulent aujourd'hui beaucoup plus rapidement en direction du Rhin moyen, par ex. en deux jours entre Bâle et Worms au lieu de quatre auparavant. Le risque a donc augmenté que d'éventuels pics de crue du Neckar, du Main et de la Moselle se superposent à ceux du Rhin supérieur au lieu de s'écouler successivement.
Lors de la correction du Rhin supérieur, entreprise à partir de 1817 par Johann Gottfried Tulla, Max Honsell (de) et par l’État français, des surfaces inondables d'environ 123 km² ont été perdues. Avec le programme intégré du Rhin, les États riverains, à savoir la France et l'Allemagne (représentée par le ministère fédéral des Transports et de l'Infrastructure numérique), ainsi que les länder du Bade-Wurtemberg, de la Rhénanie-Palatinat et de la Hesse tentent de restaurer au moins partiellement, en aval d'Iffezheim, les zones de rétention des crues (en) existant avant la correction du Rhin supérieur (1955). Pour ce faire, ils mettent en place des zones de rétention pour un montant de plus de 1,4 milliard d'euros d'ici 2028 environ. Les coûts de construction du côté allemand sont répartis entre le ministère fédéral des Transports et de l'Infrastructure numérique et les länder du Bade-Wurtemberg, de la Rhénanie-Palatinat et de la Hesse. Les coûts d'exploitation courants sont pris en charge par les exploitants des länder eux-mêmes.

## But
L'objectif est de retrouver le pic de crue correspondant à crue survenant en moyenne tous les 200 ans autrefois, avant la correction du Rhin (1955) :
- pour la zone allant d'Iffezheim jusqu'au confluent avec le Neckar, débit maximal de 5000 m³/s à la station limnimétrique de Maxau (de)
- pour la zone située en aval du confluent avec le Neckar, débit maximal de 6000 m³/s à la station limnimétrique de Worms

## Mesures

### Prévues

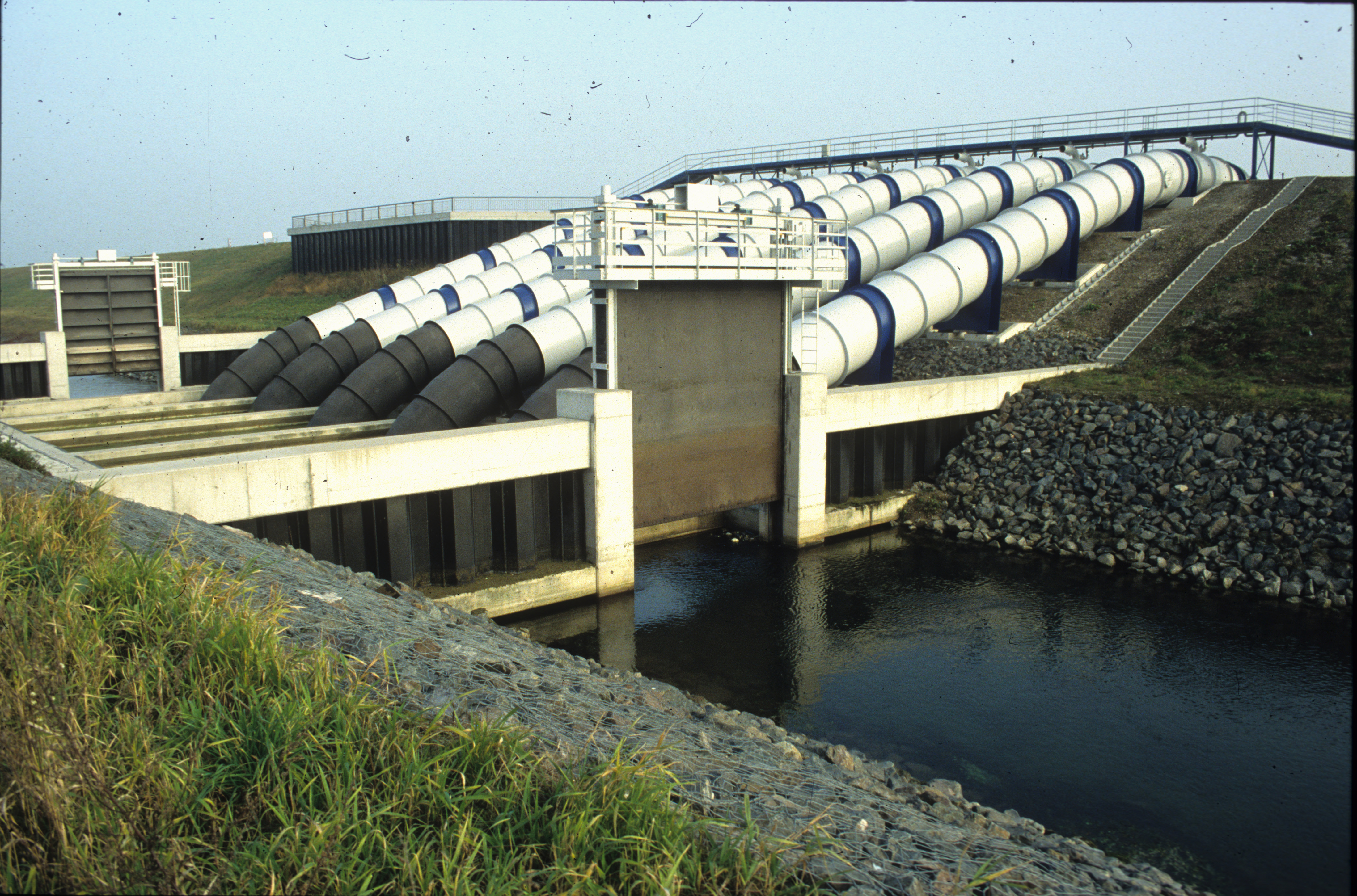
Conduites pour le remplissage du polder de la Moder du côté français

- France : exploitation en mode exceptionnel des centrales hydroélectriques françaises sur le Rhin et construction des polders d'Erstein et de la Moder
- Bade-Wurtemberg : construction de 13 polders
- Rhénanie-Palatinat : construction de 8 polders et recul de deux digues

### En construction ou achevées
En novembre 2022 :

#### France
- exploitation en mode exceptionnel des centrales hydroélectriques françaises sur le Rhin (du côté français d'Ottmarsheim à Gambsheim ainsi qu'Iffezheim du côté allemand) (achevé en 2006) volume de rétention 45 millions de m³
- Polder d'Erstein (achevé en 2006)  capacité de rétention de 7,8 millions de m³
- Polder de la Moder, France (achevé en 1998)  volume de rétention 5,6 millions de m³

"Mode exceptionnel" signifie que les centrales hydroélectriques rhénanes sont arrêtées lorsque le débit dépasse 4000 m³/s (i.e. plus de 3300 m³/s à la station de Bâle-Rheinhalle  et plus de 4200 m³/s à la station de Maxau), de sorte que l'eau ne transite plus par le grand Canal d'Alsace et écluses entre Vieux-Brisach et Strasbourg, mais soit envoyée dans le Vieux-Rhin grâce aux seuils. Depuis la fermeture de la centrale nucléaire de Fessenheim en 2020, le débit minimal de 200 m³/s dans le grand Canal d'Alsace nécessaire au refroidissement n'a plus lieu d'être. Entre le barrage principal de Kembs et le barrage agricole de Vieux-Brisach, ainsi que dans les tronçons du Vieux-Rhin entre Marckolsheim et Gerstheim, il existe une limitation du débit à 4500 m³/s maximum, afin que les digues de protection contre les inondations ("digues de Tulla"), entre-temps renforcées par le land du Bade-Wurtemberg, ne soient pas inondées en cas de crue importante.
Le volume total des espaces de rétention est de 45 millions de m³.

#### Bade-Wurtemberg

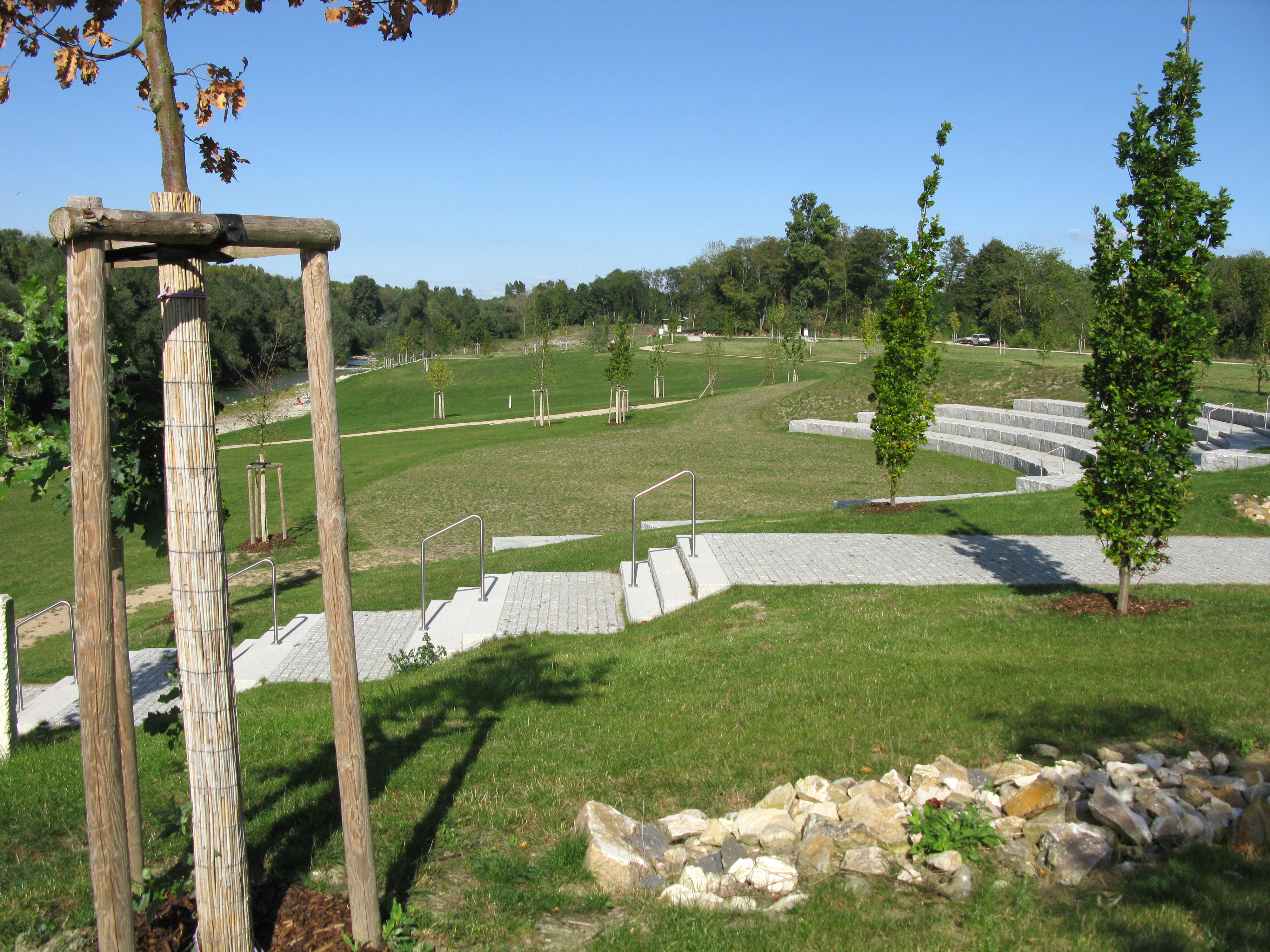
„Jardins du Rhin“ de la ville de Neuenburg am Rhein.

- Polder Weil am Rhein-Breisach, tronçons 1 et 3 en construction jusqu'en 2023, tronçon 4 en phase de planification (à partir de 2022) Volume de rétention 25 millions de m³
- polder (barrage agricole de Vieux-Brisach) (fini en 2023, mais pas encore du côté français) volume de 9,3 millions de m³; inauguration 5 avril 2023
- Polder Vieux-Brisach - Burkheim volume de  3,15 millions de m³
- Polder Wyhl-Weisweil volume de 7,7 millions de m³
- Polder Elzmündung volume de 5,3 millions de m³
- Polder Ichenheim-Meissenheim-Ottenheim, en cours de planification, approbation du plan prévue pour 2023, volume de rétention 5,8 millions de m³
- Polder Altenheim 1+2 avec barrage agricole de Kehl/Strasbourg volume de 17,6 + 37 millions de m³
- Polder Freistett-Rheinau-Kehl volume de 9 millions de m³
- Polder de Söllingen et Greffern volume de 12,77 millions de m³
- Polder Bellenkopf/Rappenwört volume de 14 millions de m³
- Polder Elisabethenwört 11,9 millions de m³
- Polder Rheinschanzinsel (de) volume de 6,2 millions de m³

Le volume total des espaces de rétention est d'environ 126 millions de m³

#### Rhénanie-Palatinat
- Polder Daxlander Au (de) volume de 5,1 millions de m³
- Polder Wörth/Jockgrim (de) volume de 12 millions de m³
- Polder Mechtersheim (de) volume de 3,6 millions de m³
- Polder de Flotzgrün volume de 6,1 millions de m³
- Polder de Kollerinsel volume de 6,1 millions de m³
- Recul de digues Petersau (de) volume de 1,4 million de m³
- Recul de digues Bürgerweide (Worms) (de) volume de 3,5 millions de m³
- Polder Bodenheim/Laubenheim volume de 6,7 millions de m³
- Polder Ingelheim (de) volume de 4,5 Mio. m³
- Polder Waldsee/ Altrip/ Neuhofen volume de 9 millions de m³

Le volume total des espaces de rétention est d'environ 44 millions de m³

## Inondations écologiques

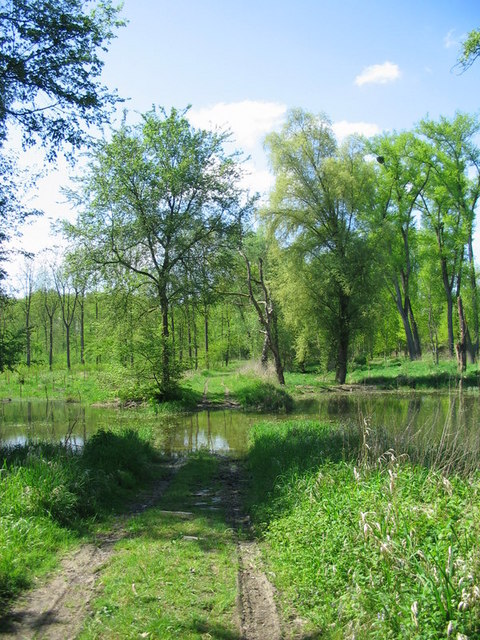
Ripisylve à Eggenstein-Leopoldshafen.

Le tribunal administratif fédéral juge en 2014, dans le cadre d'un procès portant sur l'autorisation du polder Elzmündung, que les inondations écologiques sont décisives pour un fonctionnement durable et autorise la construction des polders : ils doivent minimiser les dommages causés par une inondation, par exemple en cas d'événement de type "crue survenant tous les 200 ans", et renforcer la résilience des biotopes concernés. Cependant, certaines communes concernées refusent les inondations écologiques envahissant régulièrement certaines zones, dans le cadre de crues de faible ampleur, réclamées par des associations de protection de l'environnement telles que Bund für Umwelt und Naturschutz Deutschland, Naturschutzbund Deutschland, etc. en raison de la grande emprise au sol qu'elles impliquent. Elles préfèrent une évacuation linéaire des crues de faible ampleur par des rigoles,.

## Suivi
Pour démontrer l'efficacité des mesures de prévention des inondations prévues et des mesures de construction de polders et de recul de digues déjà achevées, l'Institut de l'environnement du land du Bade-Wurtemberg effectue des calculs prévisionnels à l'aide d'un modèle mathématique synoptique montrant le déroulement des crues. L'évaluation des calculs de 15 crues de référence (de 1876 à 2018) et l'évaluation des résultats des calculs suivent les prescriptions et les méthodes de la Commission Internationale d'Étude des Inondations du Rhin dans le cadre de groupes et sous-groupes de travail internationaux au sein de la Commission Permanente.
En mettant en œuvre les mesures de retenue des crues prévues sur le Rhin supérieur, la survenue d'une crue bicentennale entre Iffezheim et Bingen pourrait permettre d'éviter des dommages économiques globaux estimés à au moins 6,2 milliards d'euros. 